# Canachus salamandra
Canachus salamandra är en insektsart som beskrevs av Carl Stål 1875. Canachus salamandra ingår i släktet Canachus och familjen Phasmatidae. Inga underarter finns listade.